# Саблинка
Са́блинка — река в Ленинградской области, левый приток Тосны. Длина реки 22 км. Площадь водосборного бассейна — 73,5 км².
На карте Ингерманландии 1727 года — Гамала. Также Химала, на чертеже поручика Якова Хвостова — Гамоловка, в I половине XIX века — Сабля. На карте Шуберта 1860 года обозначена Саблинка или Скороходка.
На берегу реки бывший посёлок Саблино, переименованный в 1923 году в Ульяновку в память о пребывании здесь В. И. Ленина и членов его семьи. Сохранилось название железнодорожной станции Саблино. На реке расположен Саблинский водопад, с перепадом высот 3,5 м.

## Фотографии
- Саблинский водопад
- Саблинский водопад в период весеннего половодья. 15 апреля 2009 г.
- Саблинский водопад
- Саблинка (ниже водопада)
- Саблинка (выше водопада)
- Саблинка (ниже водопада разделяется на два русла)